# Turośl (województwo warmińsko-mazurskie)
Turośl (niem. Turoscheln, 1938–1945 Mittenheide) – wieś w Polsce położona w województwie warmińsko-mazurskim, w powiecie piskim, w gminie Pisz.
W latach 1975–1998 miejscowość położona była w województwie suwalskim.
We wsi stoi kościół Matki Bożej Częstochowskiej.